# Allied Command Europe Mobile Forces
Мобільне угрупування Командування ОЗС НАТО у Європі (англ. Allied Command Europe Mobile Forces) було багатонаціональним мобільним з'єднанням НАТО на рівні бригад з штаб-квартирою у Гайдельберзі, Німеччина. Існувало з 1960 до 30 жовтня 2002 р. Неофіційно називалось «Пожежною командою НАТО», підпорядковуючись Верховному Головнокомандуючому Союзною Європою (англ. Supreme Allied Commander Europe) (SACEUR). Ділилось на сили «Земля» (AMF-L) і «Повітряні сили» (AMF-Air).

## Історія
Мобільне угрупування складалось з наземних і повітряних сил в часи холодної війни і призначалось як стратегічний резерв для захисту в разі агресії країн НАТО від Норвегії до Туреччини та демонстрації солідарності країн НАТО в разі загрози агресії. У ньому брали участь ЗС США, Великої Британії, Канади, Італії, Бельгії, Нідерландів, Люксембургу, Німеччини. При нападі країн Варшавського договору МУ повинні були їх зупинити контратакою до проведення мобілізації і комплектації основних підрозділів ЗС. Формування мобільних угрупувань розпочалось згідно з наказом від 9 грудня 1961 про надання країнами-учасниками десантного батальйону, санчастини, ескадри військових літаків і транспортних літаків. У жовтні 1961 були проведені перші маневри «First Try» на Сардинії за участі ЗС США, Німеччини, Бельгії, Британії. У середині 1960-х років у маневрах брало участь до 3.500 солдат, а у 1970-х рр. до 4.000 солдат, згодом чисельність мобільної бригади становила до 5.000 солдат з 14 країн.
Перше використання авіації МУ відбулось у січні-березні 1991 в час Другої війни в Перській затоці в ході операції «Ace Guard». На прохання Туреччини для захисту кордону країни-члена НАТО було вперше розгорнуто понад 40 бойових літаків з Бельгії, Німеччини, Італії, які не взяли участі у бойових операціях. Останні маневри Мобільного угруповання Командування ОЗС НАТО у Європі «Cooperative Adventure Exchange» були проведені 7-18 жовтня 2002 в Україні, як перші навчання сил НАТО на території колишньої країни-учасника Варшавського договору. 30 жовтня 2002 Мобільне угруповання Командування ОЗС НАТО у Європі було розпущене і замінене Силами швидкого реагування НАТО (англ. NATO Response Force).
На основі Мобільного угруповання Командування ОЗС НАТО у Європі було сформовано ядро 8-тисячних міжнародних сил AFOR (англ. NATO's Albanian Force) для надання гуманітарної допомоги біженцям з Косово у Албанії в ході Косовської війни (1999). Командував цими силами AFOR генерал-майор Джон Райт, командувач МУ.
Сили НАТО були розділені по зонах відповідальності на «Європа» і «Атлантика», яка підпорядковувалась Верховному Головнокомандуючому ОЗС НАТО (SACLANT). Це розділення скасували 2003 р. з ліквідацією посади SACLANT. Було створено посаду Верховного Головнокомандувача ОЗС НАТО з питань трансформації (англ. Supreme Allied Commander Transformation) (SACT) для адаптації структур НАТО до нових умов (до 2009).

## Навчання
- 1961 First Try, Сардинія
- 1962 Southern Express, Греція
- 1963 Norwegen, Норвегія
- 1963 Summer Marmara Express, Греція
- 1965 Eastern Express, Туреччина
- 1966 Summer Marmara Express, Греція і Туреччина
- 1967 Sunshine Express, Греція
- 1968 Греція
- 1969 Olympic Express, Туреччина
- 1970 Deep Express, Туреччина
- 1970 Arctic Express, Норвегія
- 1971 Hellenic Express, Греція
- 1972 Canadian Club, Німеччина
- 1975 Deep Express, Туреччина
- 1975 Advent Express, Велика Британія
- 1976 Halina Express, Велика Британія
- 1977 Schwarzer Husar, Велика Британія
- 1980 Anorak Express, Норвегія
- 1980 Ardent Ground, Велика Британія
- 1981 Amber Express, Данія
- 1981 Ardent Ground, Португалія
- 1982 Ardent Ground, Португалія
- 1983 Ardent Ground, Бельгія
- 1984 Ardent Ground, Велика Британія
- 1985 Archway Express Туреччина
- 1986 Ardent Ground, Бельгія
- 1987 Ardent Ground, Велика Британія
- 1987 Accord Express, Данія
- 1987 Aurora Express, Туреччина
- 1988 Arrowhead Express, Норвегія
- 1988 Alley Express, Туреччина
- 1989 Ardent Ground, Італія
- 1989 Armanda Exchange, Сардинія
- 1989 Action Express, Данія
- 1990 Array Encounter 90, Норвегія
- 1991 Alley Express, Данія
- 1992 Ardent Ground, Велика Британія
- 1992 Alley Express, Туреччина
- 1992 Arena Exchange, Італія
- 1992 " Action Express " Данія
- 1993 Ardent Ground, Бельгія
- 1994 Ardent Ground, Німеччина
- 1994 Strong Resolve, Норвегія
- 1995 Arctic Express, Норвегія
- 1996 Cooperative Adventure Express, Бельгія
- 1997 Adventure Express, Норвегія
- 1997 Ardent Ground, Туреччина
- 1998 Strong Resolve, Норвегія
- 2000 Joint Winter, Норвегія
- 2001 Adventure Exchange, Туреччина
- 2002 Cooperative Adventure Exchange, Україна